# Máiréad Nesbitt

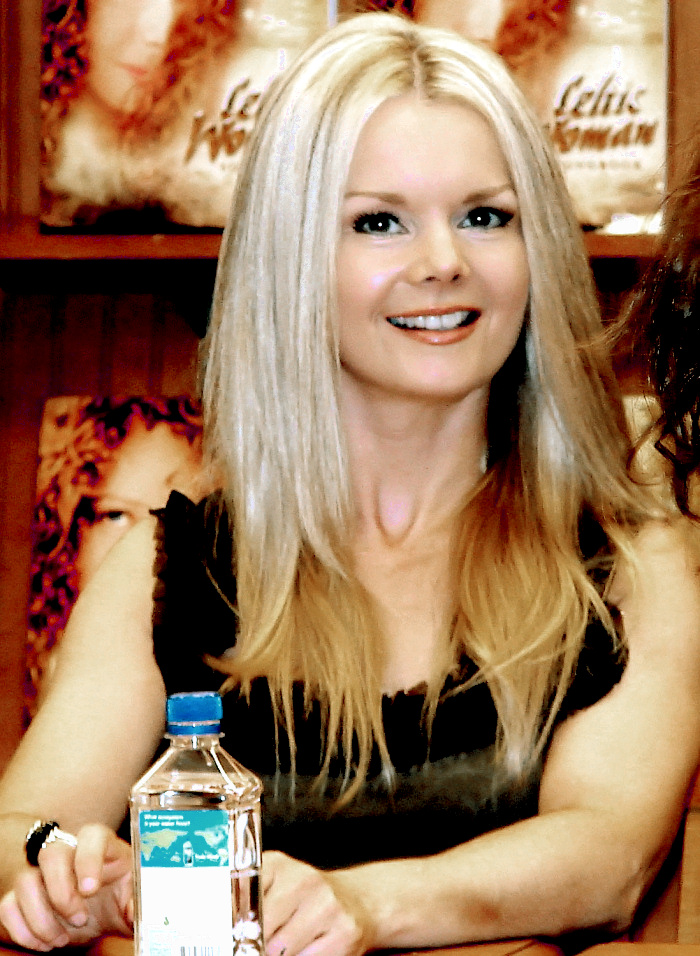
Máiréad Nesbitt

Máiréad Nesbitt (uttal: "mah-raid"), född 1975  i Loughmore, är en irländsk klassisk och  keltisk artist, mest känd som violinist. Hon spelar violin i den irländska musikgruppen Celtic Woman.

## Biografi

### Uppväxt och utbildning
Nesbitt är dotter till de namnkunniga musiklärarna John och Kathleen Nesbitt. Hon har en syster, Frances, och fyra bröder Seán, Michael, Noel and Karl, alla musiker. Vid fyra års ålder började hon lära sig spela piano och hon inledde sina violinstudier då hon var sex år gammal.
Nesbitts formella musikaliska utbildning inleddes vid klosterskolan (Ursulasystrar) i Thurles. Hon fortsatte sedan läsa vid Waterford Institute of Technology och Cork School of Music. Samtidigt var hon medlem av National Youth Orchestra of Ireland. Nesbitt fortsatte sedan studera vid Royal Academy of Music i London och Trinity College of Music för Emanuel Hurwitz.
Nesbitt har sagt att hon inspireras av sin familj, men även av så vitt skilda artister som Itzhak Perlman och Michael Coleman till Alison Krauss, David Bowie och Sting.

## Översättning
Den här artikeln är helt eller delvis baserad på material från en annan språkversion av Wikipedia.